# Lizzy Ling
Pour les articles homonymes, voir Ling.
 (septembre 2010).
Lizzy Ling est une chanteuse française, auteure, compositrice, interprète et productrice de ses albums et clips, née à Bourges[Quand ?].

## Biographie
Son père, musicien trompettiste, meurt alors qu'elle n'a que 6 ans.
De groupes en groupes, elle s'initie au jazz à l'IMFP Michel Barro à Nîmes, au rock et à la chanson aux Studio des Variétés à Paris, au théâtre et cinéma en fréquentant les cours Viriot, et l'atelier international Blanche Salant et Paul Weaver.
En 1992, peu après sa signature chez EMI avec le groupe Histoires de Filles, Lizzy Ling menant parallèlement sa carrière en solo, est choisie pour représenter une grande marque française au Japon et y multiplie les concerts pendant une dizaine d’années.
Depuis le début des années 1990 elle participe à de nombreux shows télés et décroche des petits rôles dans des séries télévisées : Les enquêtes d'Héloïse Rome sur France 2, Un flic sur TF1[réf. nécessaire]...
Le 12 mai 2008 sort son 1er album solo  Un tigre dans le bungalow qui est suivi le 18 octobre 2010 par No simili. Elle signe la réalisation, les arrangements et la majorité des textes et musiques. Jean Fauque, son compagnon dans la vie, lui offre dans cet opus, deux textes et une musique.
Le 5 février 2016 sort le coffret double album Working Day Le son des métiers qu'elle enregistre, réalise et mixe elle-même puis, le 5 avril 2021 L'horizon est un concept à creuser.
On la voit aux côtés de Brigitte Fontaine et de Denis Lavant dans les clips de My concubine. On l’entend également sur Hildegarde extrait de l’album Moonbootica du groupe electro allemand du même nom[réf. nécessaire].
Lizzy Ling est aussi la voix de nombreux jingles radios et autres émissions ou génériques de séries télévisées[réf. nécessaire].
A son arrivée à Paris elle était choriste de Florent Pagny dans le Tour 91, de Julie Pietri, de Sheila (en remplacement temporaire de Benedicte Lecroart) etc... puis en 2003 et 2004 elle interprète le rôle-titre de la comédie musicale La petite fille aux allumettes en alternance avec le rôle de la poupée au théâtre Déjazet
Elle tourne en 2008 la pub Honda Freed Japon aux côtés de Sean Lennon.

## Discographie
- 1992 : premier contrat chez EMI avec le groupe histoires de filles, un album, 2 singles, un clip largement playlisté sur M6
- 1995 : opus 4 titres en solo sous le pseudonyme d'« Isia » chez Why Notes
- 1998 : un single avec le rappeur Too cool chez Allo Music
- 2005 : Featuring en duo avec Jean Fauque sur l'album de Moonbootica (groupe électro de Hambourg)
- 2008 : album Un tigre dans le bungalow (Brouhaha / Rue Stendhal / Believe Digital)
- 2010 : album No simili (Brouhaha / Rue Stendhal / Believe Digital)
- 2011 : album Une chaise pour Ted avec le groupe My concubine (Happy Home Records / MVS / Believe Digital)
- 2013 : single Sally reprise du tube de Carmel (Because editions / believe Digital)
- 2016 : coffret double album Working Day Le son des métiers (Brouhaha / Rue Stendhal / Believe Digital)
- 2018 : Album No Parking avec le Collectif à Contresens (Klarthe / Armonia Mundi - Pias )
- 2018 : Album Quelqu'un dans mon genre avec le groupe My concubine (Happy home records / Microcultures / Believe Digital)
- 2021 : Album L'horizon est un concept à creuser (Brouhaha / Believe Digital / Inouïe Distribution)